# Carl Justus Heckmann

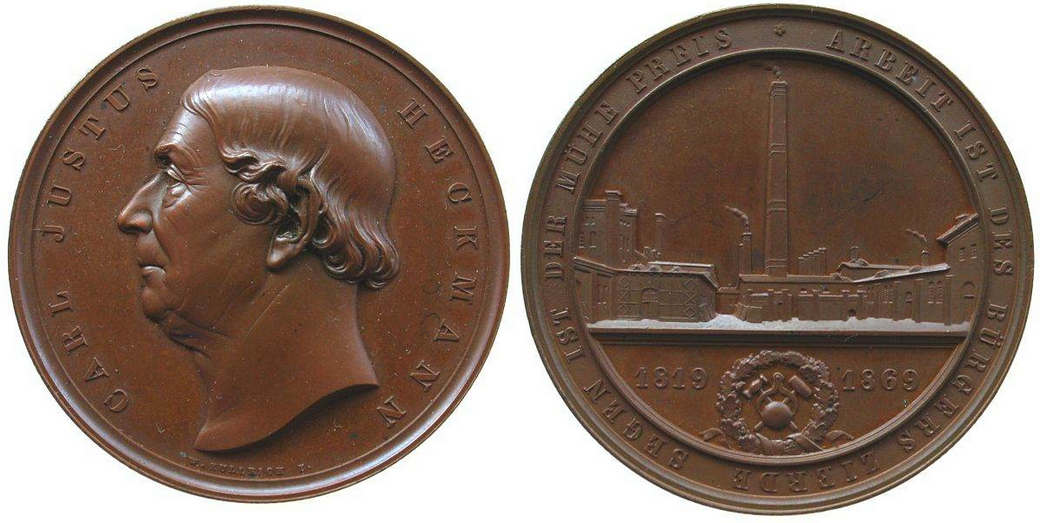
Gedenkmedaille zum 50-jährigen Unternehmensjubiläum

Carl Justus Heckmann (* 3. Mai 1786 in Eschwege; † 25. Oktober 1878 in Berlin) war ein deutscher Kupferschmied und Unternehmer. Er gründete eine Fabrik für Apparatebau, zunächst besonders für Brennerei- und Destillationsanlagen, im heutigen Berlin-Kreuzberg  an der Schlesischen Straße, die sich in der Folgezeit zu einem der führenden Unternehmen der Metallindustrie in Deutschland und darüber hinaus entwickelte.

## Leben

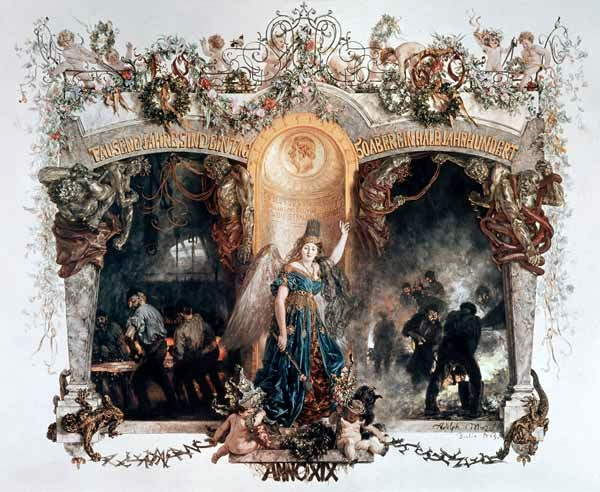
Gedenkblatt von Adolf von Menzel zum 50-jährigen Bestehen, 1869

Heckmann wurde wie sein Großvater und Vater Kupferschmied. Ab 1816 arbeitete er als Geselle in Berlin, wo er sich 1819 selbstständig machte und auf dem Grundstück Hausvogteiplatz 12 Apparaturen für Zuckerraffinerien und Brennereien herstellte. Im gleichen Jahr übertrug ihm Johann Heinrich Leberecht Pistorius Bau und Vertrieb seines Destillierapparats. 1822 heiratete Heckmann Friederike Wilhelmine Reichnow, die Tochter des Klempnermeisters George Friedrich Reichnow. Mit ihr hatte er vier Söhne und vier Töchter. 1826 zog er an den Hausvogteiplatz.
1827 konnte er am Köpenicker Tor am Südostrand des damaligen Berlins das künftige Stammwerk beginnen (im Bereich der heutigen Straße Heckmannufer). Nahe der Einmündung des Schafgrabens in die Spree hatte er die Metallverarbeitung aufgebaut. Zum einen gab es hier gute Transportmöglichkeiten, Anwohner wurden nicht durch Rauch und Lärm belästigt, und es konnte feuerpolizeilich geforderter Abstand zu angrenzenden Gebäuden gehalten werden. 1836 gestaltete der Architekt August Stüler die Messinggießerei. Das Unternehmen Ravené beteiligte sich an der Investition, bis 1841 Heckmann alleiniger Inhaber wurde. Mit dem Ausbau des Schafgrabens zum 1850 fertiggestellten Landwehrkanal weitete er an dessen Ufer den Stammbetrieb aus; über den Kanal konnten Kohle, Metall und die fertigen Produkte gut transportiert werden. Dieses Kupfer- und Messingwalzwerk erstreckte sich schließlich bis zur Schlesischen Straße und zur heutigen Taborstraße im 1920 gebildeten Bezirk Kreuzberg.
1829 beauftragten die Grafen von Voß den königlichen Baumeister Salomo Sachs als Konstrukteur und Bauleiter, Heckmann als Kupferschmied für das Kirchendach und Carl August Mencke als Vergolder des Turmkreuzes für den Kirchturmneubau in Birkholz.
Heckmann-Zweigwerke (zum Teil als Tochtergesellschaften) entstanden 1849 in Moskau, 1851 in Breslau, 1856–1876 in Hamburg und 1870 in Havanna. Heckmann erlangte mit seinem Unternehmen Weltruf. Nach dem 50-jährigen Jubiläum des Unternehmens übergab er 1869 seinen beiden Söhnen August (1822–1896) und Friedrich (1836–1907) das Breslauer und das Duisburger Werk. 1875 konnte Heckmann Eugen Hausbrand (1845–1922), den ersten Verfahrensingenieur der Welt, als Oberingenieur gewinnen. Durch seine hohe fachliche Kompetenz stieg Hausbrand zum Einzelprokuristen auf, um nach dem Tod Heckmanns für 40 Jahre die Leitung der Berliner Werke zu übernehmen. Das Werk in Duisburg ersetzte 1887 die veralteten und nicht mehr erweiterbaren Anlagen in Berlin.
Carl Justus Heckmann und seine Frau wurden auf dem Luisenstädtischen Friedhof am Südstern beigesetzt. Von dem repräsentativen Erbbegräbnis ist nur noch die architektonisch gegliederte, mit neuen Gedenktafeln versehene Rückwand erhalten. Auf demselben Friedhof steht auch das um 1910 von den Architekten Martin Altgelt und Heinrich Schweitzer mit dem Bildhauer Otto Lessing geschaffene Grabdenkmal für den Sohn Paul Heckmann.

## Würdigungen

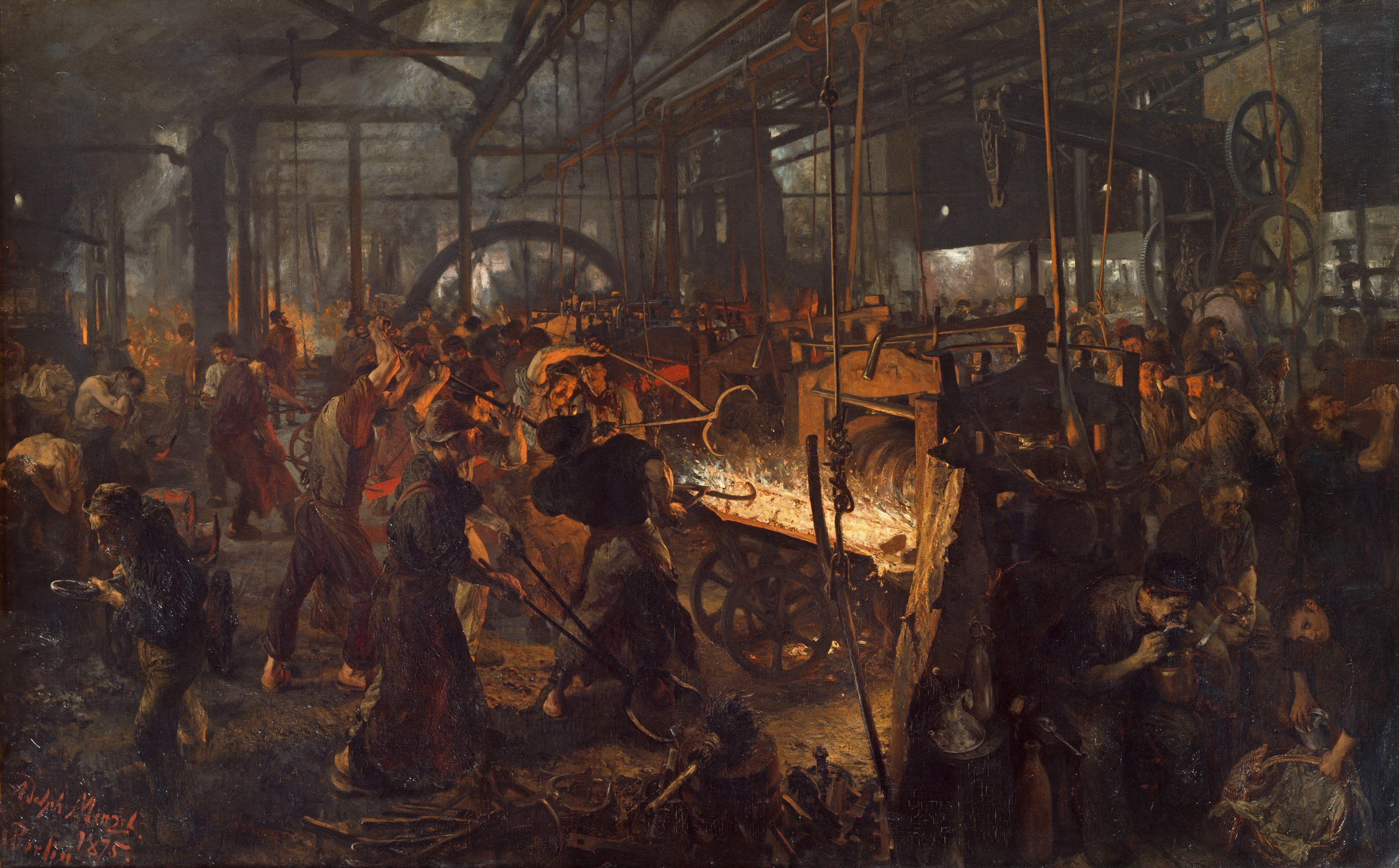
Das berühmte Gemälde Eisenwalzwerk (1875) von Adolph von Menzel entstand auf der Grundlage zahlreicher Studien in den Heckmann’schen Werken in Berlin und Schlesien. Alte Nationalgalerie, Berlin

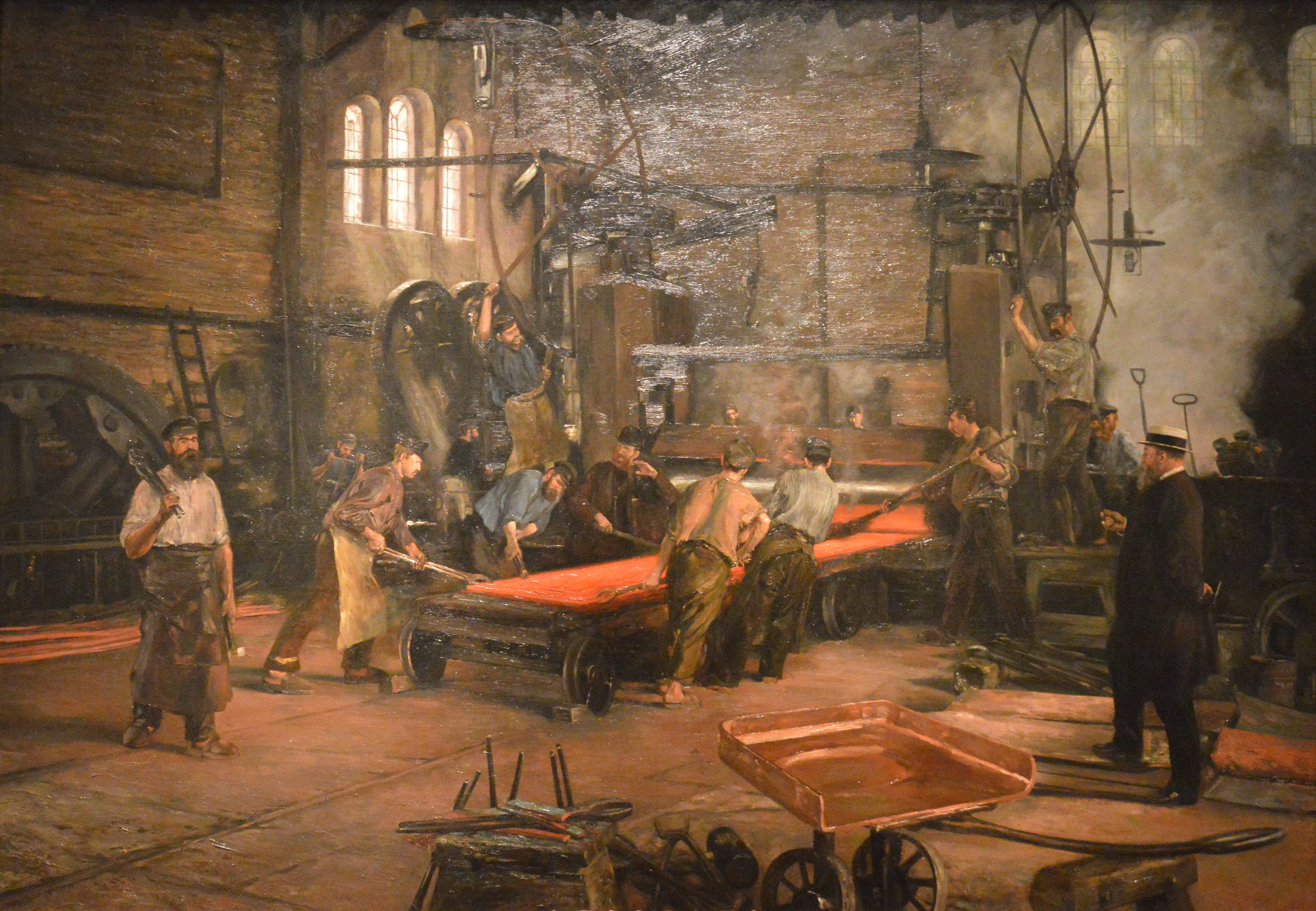
Kupferwalzwerk bei laufendem Betrieb (1891)

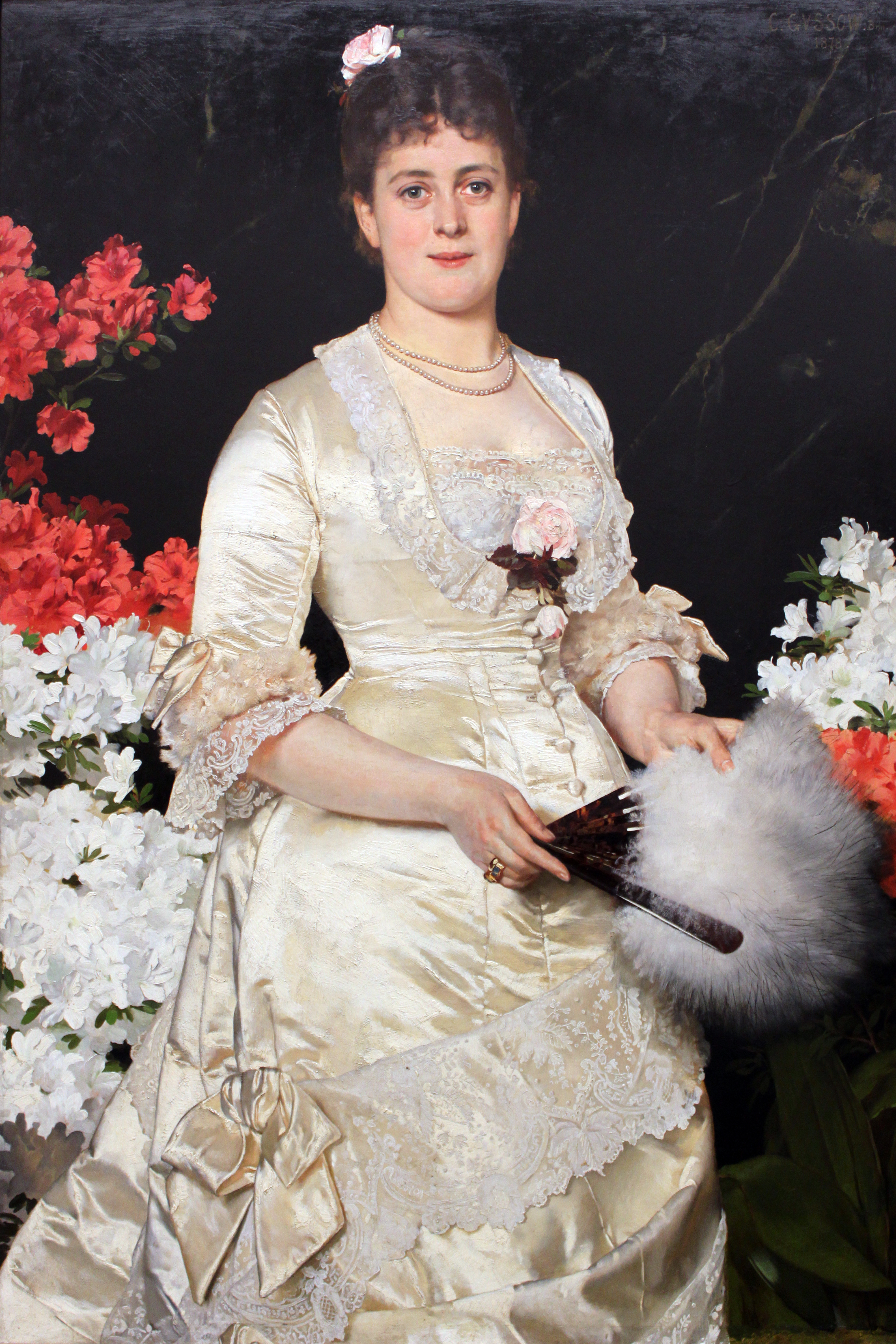
Die Enkelin Hedwig heiratete den damals bekannten Operntenor Anton Woworsky. Woworsky figuriert in Frau Jenny Treibel als Adolar Krola. Porträt: Karl Gussow, 1878, Alte Nationalgalerie, Berlin

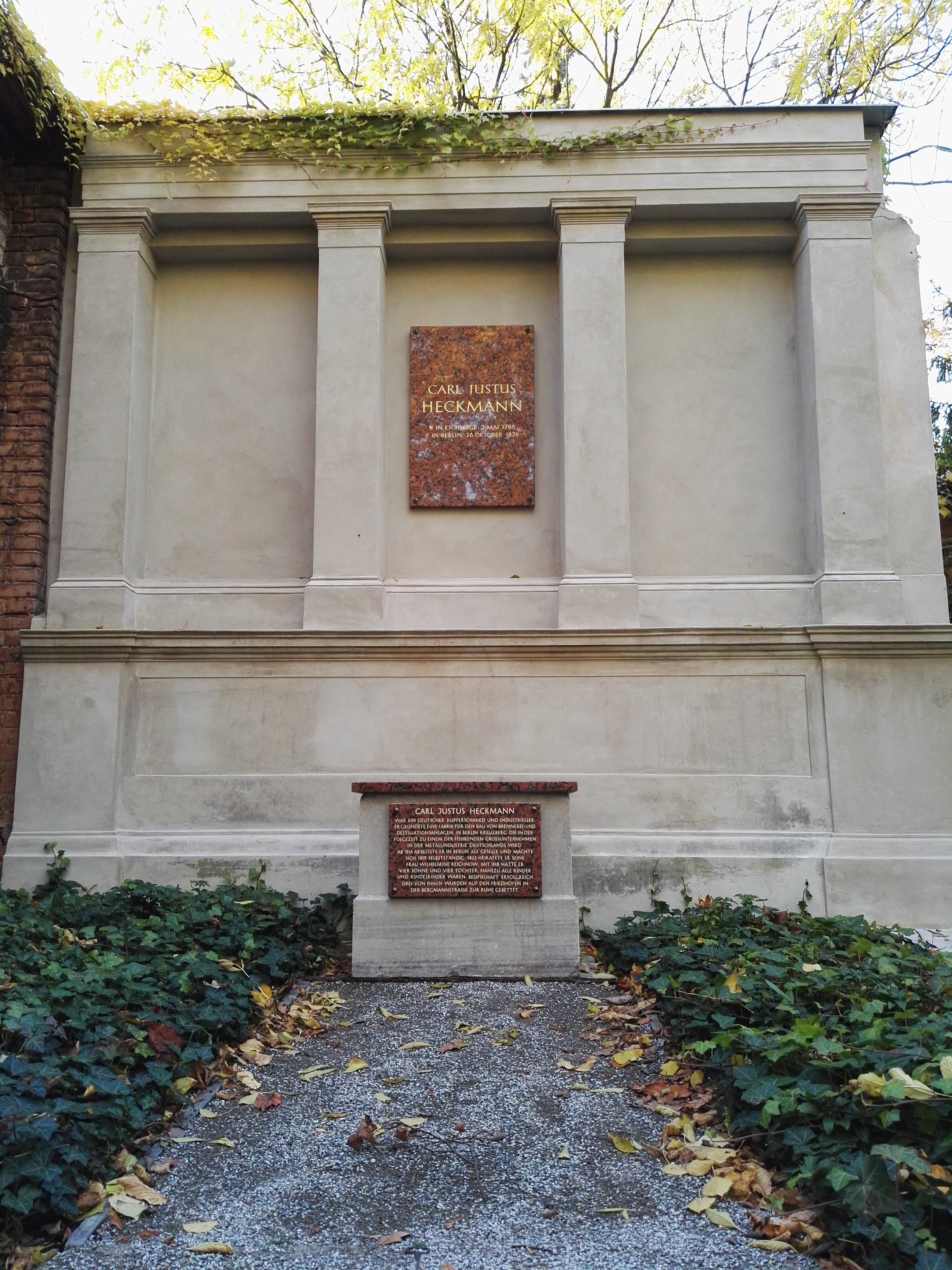
Grabstätte

Zu seinen Lebzeiten bekam er zunächst den Titel Kommerzienrat und später den Titel Geheimer Kommerzienrat verliehen. Nach der erfolgreichen Unternehmerfamilie wurde das Heckmannufer am Landwehrkanal in Berlin, in der Umgebung der ersten Produktionsstätte, benannt. Die von Heckmanns Schwiegersohn, dem angesehenen Architekten Hermann Wentzel, entworfene Villa Heckmann „Am Schlesischen Busch“ (Schlesische Straße Richtung Treptow) diente Theodor Fontane als Vorbild für die Villa Treibel in seinem Roman Frau Jenny Treibel. Später erwarben Carl Justus Heckmanns Nachfahren Liegenschaften in dem Häuserblock, in dem sich das Heckmann’sche Planungsbüro (Oranienburger Straße 32) befand (1933–1970). Die idyllischen Heckmann-Höfe im Inneren dieses Blocks, die man unter anderem über das Haus Oranienburger Straße 32 betritt, ziehen seit der Reprivatisierung ab 1991 mit Boutiquen, Restaurants, Kunsthandwerk und Ateliers zahlreiche Touristen an.

## Erfindungen
Heckmann Patentboden